# 扬·舒尔
扬·舒尔（德語：Jan Schur，1962年11月27日—），德国男子自行车运动员。他曾代表东德参加1988年夏季奥林匹克运动会自行车比赛，获得公路自行车男子团体计时赛金牌。